# Fanny Waterman
Dame Fanny Waterman DBE (Leeds, 22 de març, 1920 - 20 de desembre, 2020), va ser una pianista i professora de piano acadèmica britànica, coneguda particularment com la fundadora, presidenta i directora artística del Concurs Internacional de Piano de Leeds. També va ser presidenta del Festival Internacional de Música de Harrogate.

## Joventut, educació i carrera com a pianista
Waterman era filla de Mary (de soltera Behrmann) i Myer Waterman (de soltera Wasserman), un jueu rus que havia emigrat a Anglaterra per treballar com a joier. Va assistir a l'Allerton High School, i va començar a estudiar amb Tobias Matthay. Va obtenir una beca per al Royal College of Music, on va estudiar amb Cyril Smith.
Va començar a fer actuacions públiques i, el 1941, va inaugurar la temporada de concerts a Leeds amb la Leeds Symphony Society. L'any següent, va aparèixer als The Proms com una de les solistes que van interpretar el Concert de Bach per a tres clavicèmbals en do major (BWV 1064), dirigit per Sir Adrian Boult, però la seva carrera de concerts va ser interrompuda per la Segona Guerra Mundial. Va tocar duos amb el violinista Erich Gruenberg.

## Concurs Internacional de Piano de Leeds
A principis dels anys seixanta, Waterman va sentir que els joves pianistes britànics necessitaven un objectiu que els donés un avantatge competitiu sobre els pianistes estrangers. El 1961, juntament amb la seva amiga pianista Marion, comtessa de Harewood (més tard Marion Thorpe), i Roslyn Lyons, va fundar el Concurs Internacional de Piano de Leeds. Va ser directora artística del concurs i, des del 1981, presidenta del jurat del concurs, càrrecs que van ocupar fins al 2015. Entre els finalistes del concurs que van iniciar una carrera internacional basada en ell hi ha Radu Lupu, Murray Perahia, Sunwook Kim, Federico Colli, Eric Lu, András Schiff, Mitsuko Uchida, Lars Vogt i Denis Kozhukhin.
Va ser membre del jurat d'altres concursos internacionals de piano, com ara el Tchaikovsky, Chopin, Horowitz[2] i el Paloma O'Shea International Piano Competition.

## Ensenyament, escriptura i societats
Entre els alumnes destacats de Waterman hi ha Paul Crossley, Jonathan Dunsby,[7] Benjamin Frith, Michael Roll i Allan Schiller; Roll va guanyar el concurs inaugural de Leeds i els seus alumnes també van tenir èxit en altres concursos internacionals.[2] Tenia opinions fermes sobre la pedagogia del piano al Regne Unit, culpant els teclats electrònics, els telèfons mòbils interruptius i la disciplina insuficient del que percebia com la debilitat del país a l'hora de generar intèrprets de primer nivell.[2]
Va publicar diversos llibres d'instruccions de piano. Això incloïa la sèrie de 30 volums Me and My Piano, que va ser coescrita amb Thorpe i va vendre més de 2 milions de còpies a tot el món.[2] Va coescriure Piano Competition: The Story of the Leeds amb Wendy Thompson (1990). La seva autobiografia, My Life in Music, es va publicar el 2015.[2]
Va ser directora del Certificat de Postgrau en Interpretació Avançada de Piano al Leeds College of Music fins al 2006,[3] i mecenes de The Purcell School for Young Musicians.[8] Va exercir com a vicepresidenta honorària de la Societat Britànica de Dones Músiques[9] i presidenta honorària dels Festivals Internacionals de Harrogate des del 2009.[8]

## Vida personal i mort
El 1944 es va casar amb Geoffrey de Keyser, un metge, i el 1950, amb l'arribada del seu primer fill, va abandonar la seva carrera de concertista i es va concentrar en l'ensenyament. Van tenir dos fills; Paul de Keyser es va convertir en músic i autor musical. Geoffrey de Keyser va morir el 2001.
Va ser convidada al programa Desert Island Discs de BBC Radio Four el juliol de 2010. Tot i que llavors tenia 90 anys, encara impartia classes magistrals i va continuar participant en tots els detalls de la competició de Leeds. "Em diuen mariscal de camp Fanny", va dir, "sóc una persona molt ocupada".
Va donar els seus papers i records a la biblioteca de la Universitat de Leeds el novembre de 2017.
Waterman va fer 100 anys el 22 de març de 2020. Va morir en una residència d'Ilkley el 20 de desembre de 2020.

## Honors i premis
Waterman va ser nomenada OBE el 1971, CBE el 2001 i DBE en els Honors de Cap d'Any del 2005. També va rebre el títol de Doctora en Música (DMus) honoris causa per la Universitat de Leeds el 1992, i també va rebre títols honorífics de la Universitat Metropolitana de Leeds i la Universitat de York. La seva contribució a la ciutat de Leeds va ser reconeguda encara més l'abril de 2006, quan va rebre la Llibertat de la Ciutat.